# Текутьев, Андрей Иванович
Андрей Иванович Теку́тьев (14 октября (26) сентября 1839 — 12 августа (30) июля 1916) — тюменский купец I гильдии, потомственный почётный гражданин, меценат.

## Биография
Андрей Текутьев родился в 1839 году в деревне Борки. Был выходцем из мещан. Получил домашнее образование. С детства он помогал отцу в ремесле и торговле, а с двенадцати лет начал работать в купеческой лавке. Собственное дело Текутьев начал с продажи муки с возов на Базарной площади в центре Тюмени. Потом он завёл собственные лавки и сумел пройти путь до купца первой гильдии, крупного предпринимателя и городского головы. У него была своя мельница, которая была расположена на территории нынешнего кладбища, которое называется Текутьевским. Был владельцем паровых мельниц и пароходов, производителем свечей и мыла.
Был миллионером, занимая третью строчку в рейтинге самых богатых людей Тобольской губернии. Всю свою жизнь он прожил в Тюмени и сделал для неё очень много.
В 1899 году он стал городским головой Тюмени и эту должность занимал до 1911 года. 21 июля 1906 года Андрей Текутьев был удостоен звания «Почетный гражданин города Тюмени» за свою благотворительную деятельность. Николай Второй своим Указом от 20 апреля 1907 года подтвердил это высокое звание, а Указом от 4 сентября 1909 года разрешил выставить портрет Текутьева в зале Думских собраний Тюмени. Ишим выбрал Текутьева своим почетным гражданином.
В разные годы жизни Андрей Текутьев являлся членом комитета по обеспечению продовольствием нуждающихся жителей Тюмени, был председателем комитета городского Владимирского сиропитательного заведения, руководителем комиссии по мощению городских улиц и устройству скотобоен, финансировал облагораживание улиц Тюмени и укрепление набережной Туры.
Во многом благодаря его усилиям и личному обращению к царю Транссибирская железная дорога была пущена через Тюмень, что способствовало значительному подъёму сельского хозяйства и промышленности этого региона.
Публикации обвинительных статей журналиста Алексея Афромеева в тюменской газете «Ермак» привели к тому, что разгневанный Текутьев изгнал из принадлежавшего ему дома городские училища и библиотеку, а также прекратил финансировать театр. Однако после смерти все его дары были возвращены городу.
Владел в городе Тюмени автомобилем.
Скончался меценат и благотворитель в 1916 году, на три года пережив свою жену Евдокию Яковлевну. Жена его скончалась 28 июня 1913 года. Своих детей у них не было, и после смерти Андрея Ивановича его состояние по завещанию было израсходовано на благотворительные цели.
В 2020 году были найдены останки Андрея Текутьева при реставрации одной из тюменских церквей. СК России по Тюменской области предположил, что кости могут принадлежать действительно купцу и провели в свою очередь проверку. В начале 2021 года специалисты Российской академии наук (РАН) подтвердили, что тело принадлежит купцу. В 2023 году останки купца были перезахоронены вместе с супругой. Гроб поместили в склеп Спасской церкви Тюмени.

## Благотворительная деятельность
Андрей Текутьев внёс значительный вклад в развитие Тюмени в качестве крупного административного и промышленного центра.
- В 1892 г. он на свои средства построил каменный театр и содержал его до конца жизни
- В 1899 г. он открыл городскую библиотеку, построенную в честь столетия со дня рождения А. С. Пушкина
- В 1899 г. он отдал верхний этаж своего дома на углу улиц Водопроводной и Хохрякова для размещения трех народных училищ. Бедным ученикам он оказывал финансовую помощь, платя по 200 рублей в год
- На рубеже веков Андрей Текутьев построил здание ремесленного училища для мальчиков с литейной мастерской
- В 1904 г. он построил двухэтажную каменную больницу на 128 мест
- В 1906 г. на свои деньги приобрёл для города рентгеновский аппарат
- В 1912 г. он получил памятный знак «Орел с самолетом и Андреевским флагом» от российского комитета по усилению воздушного флота за значительный взнос на развитие российской авиации.
- В 1913 г. он пожертвовал 1000 рублей на строительство тюремной школы. В родной деревне Борки он построил школу на 4 класса, платил зарплату учителям, а ученики учились бесплатно
- В 1914 г. он начал строительство ещё одной больницы с рентгеновским кабинетом и хирургической операционной

В 1902—1916 гг. на общественных началах являлся церковным старостой тюменской Спасской церкви, на свои деньги построил церкви в деревнях Борки и Падериной. В деревне Патрушево вместо планировавшийся часовни на средства Текутьева был построен храм, который был освящён 31 июля 1908 г. С 10 декабря 1912 г. он был и попечителем Градо-Тюменской Спасской церкви и расходовал на приход значительные суммы. В 1913—1916 гг. он добился постройки северного придела церкви несмотря на запрет Императорской археологической комиссии.
Он был попечителем и почётным членом Тобольского детского приюта, а также был попечителем Владимировского сиропитательного заведения — детского приюта в Тюмени.

## Личность Андрея Текутьева
Андрей Иванович Текутьев был большим правдолюбцем. Он не выносил лентяев, пьяниц и подхалимов. Обладал суровой внешностью и был резок в суждениях, за что его недолюбливали городские власти. Сам он очень любил детей, поскольку своих у него так и не было.

## Память
В благодарность за значительную роль Андрея Текутьева в жизнь Тюмени его именем названы Текутьевский бульвар и кладбище. На бульваре установлен также памятник Текутьеву.